# Ernst Dehner
Pour les articles homonymes, voir Dehner.
Ernst Dehner (né le 5 mars 1889 à Hersbruck et mort le 13 septembre 1970 à Königstein im Taunus) est un General der Infanterie allemand qui a servi au sein de la Wehrmacht pendant la Seconde Guerre mondiale.
Il a été récipiendaire de la croix de chevalier de la croix de fer. Cette décoration est attribuée pour récompenser un acte d'une extrême bravoure sur le champ de bataille ou un commandement militaire avec succès.

## Biographie
Dehner rejoint l'armée bavaroise le 1er octobre 1908 en tant que volontaire d'un an, dans le 14e régiment d’infanterie royal bavarois (de). Il est ensuite transféré dans la réserve, d'où il est réactivé un an plus tard.
Ernst Dehner est capturé par les troupes alliées en mai 1945. Il est détenu jusqu'en 1947. En 1948, il est reconnu coupable de crimes de guerre dans le Procès des otages et est condamné à 7 ans d'emprisonnement. Il est libéré en 1951.

## Décorations
- Croix de fer (1914)
  - 2e Classe
  - 1re Classe
- Insigne des blessés (1914)
  - en Noir
- Croix d'honneur
- Agrafe de la croix de fer (1939)
  - 2e Classe
  - 1re Classe
- Insigne de combat d'infanterie
- Médaille du Front de l'Est
- Croix de chevalier de la croix de fer
  - Croix de chevalier le 18 octobre 1941 en tant que Generalmajor et commandant de la 106. Infanterie-Division[1]